# Konstancin (powiat łęczycki)
Konstancin – wieś w Polsce, położona w województwie łódzkim, w powiecie łęczyckim, w gminie Góra Świętej Małgorzaty.
| SIMC    | Nazwa | Rodzaj    |
| ------- | ----- | --------- |
| 0565630 | Żale  | część wsi |

W latach 1975–1998 wieś administracyjnie należała do województwa płockiego.